# Padrão FFP de máscaras
A EN 149 é uma norma europeia de requisitos de teste e marcação para a filtragem de máscaras/respiradores. Essas máscaras cobrem o nariz, boca e queixo e podem ter válvulas de inalação e/ou exalação.  A EN 149 define três classes de tais máscarasː FFP1, FFP2 e FFP3, (FFP = filtering facepiece, ingles para máscara de filtragem). Ele também classifica as máscaras em "usoem turno único" (não reutilizável, marcado como NR) ou "reutilizável (mais de um turno)" (marcado com R), e uma letra de marcação adicional D indica que uma máscara passou por um teste opcional de entupimento usando pó de dolomita. Tais respiradores com filtro mecânico protegem contra a inalação de partículas, como partículas de poeira, gotículas e aerossóis.
Testes quase idênticos (mas marcações diferentes) são usados na Austrália, Nova Zelândia, Coréia e Brasil. Padrões semelhantes são usados nos Estados Unidos, China e Japão. Por exemplo, as máscaras EN 149 FFP2 têm requisitos de desempenho semelhantes às máscaras N95 nos Estados Unidos e respiradores KN95 da China. As máscaras EN 149 FFP3 têm requisitos de desempenho semelhantes às máscaras N99 nos Estados Unidos. No entanto, os requisitos de teste do EN 149 diferem um pouco dos padrões norte-americano/chinês/japonês: o EN 149 requer um teste de aerossol de óleo de parafina, testa em uma faixa de taxas de fluxo diferentes e define vários níveis de queda de pressão permitidos e associados.

## Classificação
A norma EN 149 define os requisitos de desempenho para três classes de máscaras de filtragem de partículas: FFP1, FFP2 e FFP3. A proteção fornecida por uma máscara FFP2 (ou FFP3) inclui a proteção fornecida por uma máscara das classes de numeração inferior.
Uma máscara em conformidade com o padrão deve ter sua classe escrita nela, junto com o nome do padrão e seu ano de publicação, bem como quaisquer códigos de opção aplicáveis, por exemplo “EN 149: 2001 FFP1 NR D”. Alguns fabricantes usam, além disso, a cor da faixa elástica para identificar a classe da máscara; no entanto, a norma EN 149 não especifica esse tipo de codificação de cores e diferentes fabricantes usam diferentes esquemas de cores.
| Classe | Limite de penetração do filtro (a 95 L / min de fluxo de ar) | Vazamento interno | Faixa elástica típica |
| ------ | ------------------------------------------------------------ | ----------------- | --------------------- |
| FFP1   | Filtra ao menos 80% das partículas transportadas pelo ar     | <22%              | Amarelo               |
| FFP2   | Filtra ao menos 94% das partículas transportadas pelo ar     | <8%               | Azul ou branco        |
| FFP3   | Filtra ao menos 99% das partículas transportadas pelo ar     | <2%               | vermelho              |

### Máscara FFP1

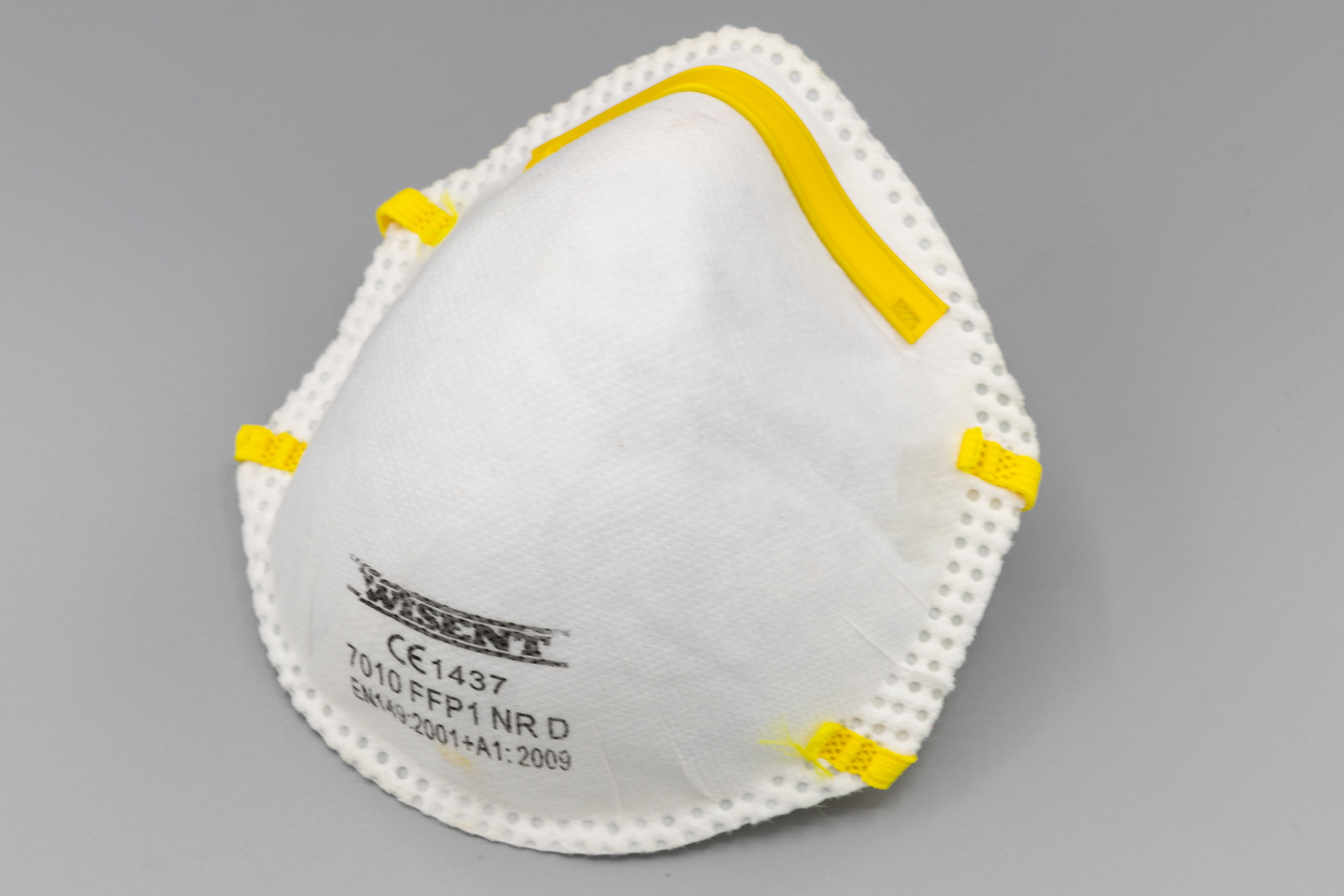
Máscara facial FFP1

É a máscara menos filtrante das três.
- Porcentagem de filtração de aerossol : mínimo de 80%.
- Taxa de vazamento interno: máximo 22%...[5]

É usado principalmente como máscara contra poeira (por exemplo, para trabalhos de bricolagem). A poeira de construção pode causar doenças pulmonares, como silicose, antracose, siderose e asbestose (principalmente poeira de sílica, carvão, minério de ferro, zinco, alumínio ou mesmo cimento).

### Máscara FFP2
- Porcentagem de filtração de aerossol: não inferior a 94%.
- Taxa de vazamento interno: máximo 8%.[5]

Esta máscara oferece proteção em várias áreas como a indústria do vidro, fundição, construção, indústria farmacêutica e agricultura. Ele é muito eficaz na barragem de produtos químicos em pó. Essa máscara também pode servir de proteção contra vírus respiratórios como a gripe aviária ou síndrome respiratória aguda grave associada ao coronavírus (SARS), bem como contra as bactérias da peste pneumônica e da tuberculose. É semelhante à máscara N95 ...

### Máscara FFP3

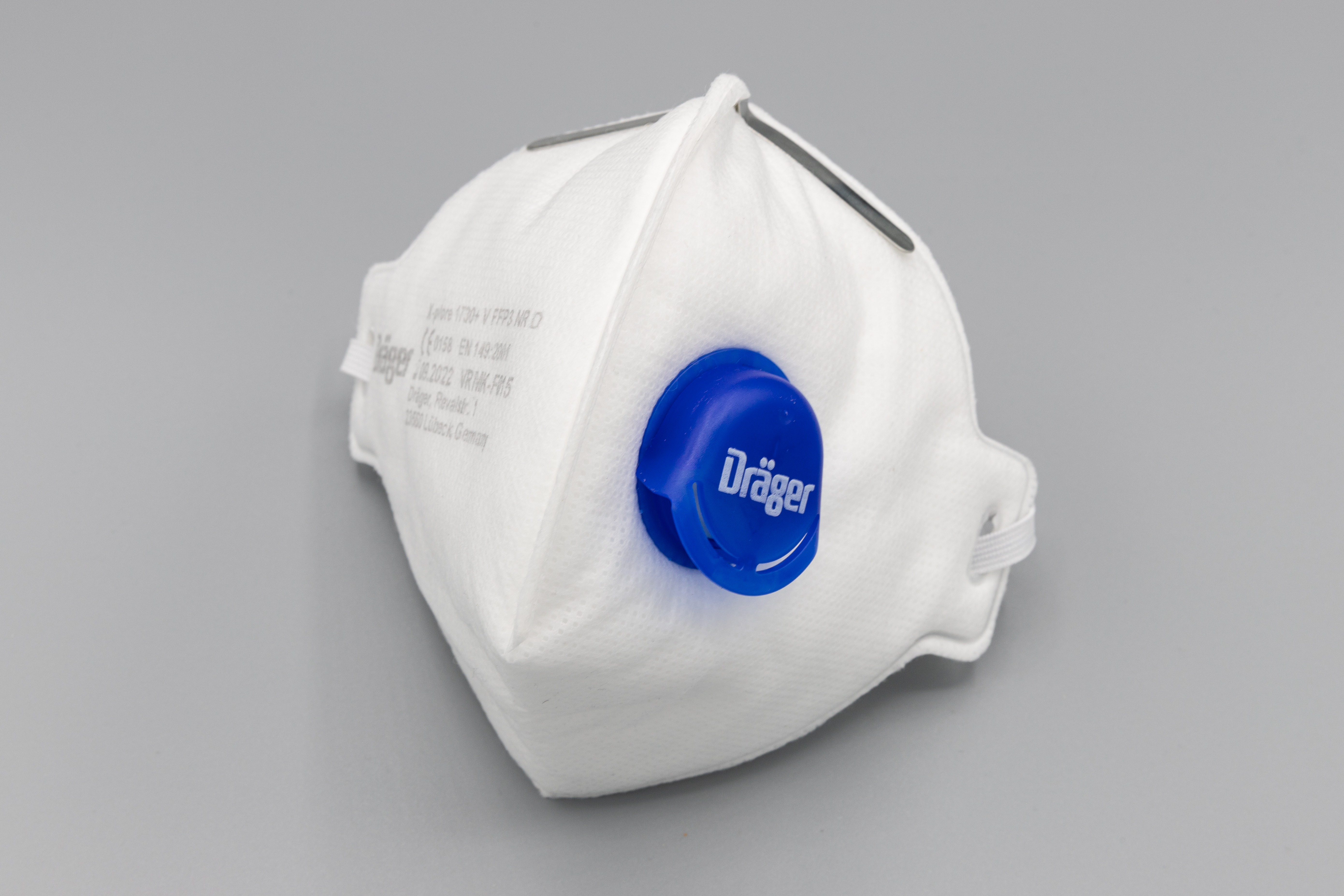
Máscara facial FFP3

- Porcentagem de filtração de aerossol: não inferior a 99%.
- Taxa de vazamento interno: máximo 2% [5]

A máscara FFP3 é a mais filtrante das máscaras FFP. Protege contra partículas muito finas, como amianto e cerâmica. Não protege, contudo, contra gases tóxicos como o óxido de nitrogênio.

## Requisitos
EN 149 define testes de laboratório, testes de campo e certos requisitos para garantir a conformidade das máscaras. Os seguintes pontos são analisados:
- Embalagem
- Materiais: resistência à manipulação
- Teste prático de desempenho
- Vazamento: vazamento total para dentro e penetração do material do filtro

Existem algumas organizações europeias que emitem um certificado de exame confirmando a conformidade e especificando as características dos produtos:
- INRS e APAVE na França
- INSPEC na Grã-Bretanha
- FACHAUSSCHUSS na Alemanha
- Instituto de Segurança e Saúde Ocupacional do Seguro Alemão de Acidentes Sociais[8] na Alemanha
- CIOP-PIB na Polônia[9]

### Versão 2009
Com a publicação da versão 2009 da norma, a designação da máscara de proteção respiratória passou a ser "meia máscara de filtragem de partículas". A abreviatura NR ou R é adicionada após FFP1, FFP2, FFP3:
1. NR (não reutilizável): indica que o uso da máscara filtrante seja limitado a um dia útil. Não é reutilizável.
2. R (reutilizável): indica que o uso da máscara filtrante possa ser feito por mais de um dia útil, então é reutilizável.

Sufixos adicionais incluem:
- Máscaras NR anti-entupimento (D). Quando a máscara passar no teste de poeira de dolomita, uma letra D pode ser adicionada para indicar que a vida útil pode exceder 8 h.[10] Exemplo: FFP3 NR D.
- Válvula. A presença de uma válvula pode ser indicada pela letra V.[11]
- Tipo de partícula. As letras S ou L, respectivamente, especificam a filtração de poeira sólida (somente NaCl) ou névoa líquida (óleo de parafina). Exemplo: FFP3 SLV.[12]

### Marcação
Os respiradores FFP são um tipo de equipamento de proteção individual (EPI). Aqui está o aviso que deve aparecer em todas as máscaras :
- Nome do fabricante
- Tipo de máscara
- Número CE do órgão de certificação (apenas FFP3) + EN 149: 2009 + a classe da máscara (FFP1, FFP2 ou FFP3) + sigla (NR ou R)

A marcação deve estar em conformidade com a Diretiva da União Europeia 89/686/EEC sobre EPI. Se alguma dessas especificações estiver ausente, a máscara será considerada não compatível .

## Uso médico
A EN 149 testa a capacidade das máscaras de proteger os usuários contra a inalação de líquidos e aerossóis secos. Ele não faz nenhuma declaração e não testa especificamente a adequação de tais máscaras para o controle de infecções contra a transmissão aérea de patógenos através de gotículas respiratórias. No entanto, as máscaras FFP2 e FFP3 são comumente usadas para essa finalidade na prática médica.

## Padrões semelhantes
Várias regiões usam padrões baseados em testes e limites quase idênticos aos da EN 149, mas com marcações diferentes:
- Rússia (GOST R 12.4.191-2011): idêntico.
- Coreia do Sul (KMOEL - 2017–64): considerada idêntica à versão pré-2009. FFP1 é denominado "2° grau" ou KF80, FFP2 "1° grau" ou KF94 e FFP3 "grau especial" ou KF99.[13]
- Austrália e Nova Zelândia (AS / NZ 1716: 2012): notas semelhantes com um agente de teste diferente. As notas são escritas simplesmente "P".
- Brasil (ABNT / NBR 13698: 2011): idêntica à versão pré-2009. As notas são escritas como "PFF".[14]

Outras regiões usam testes semelhantes que (em partes) se assemelham mais aos requisitos  42 CFR 84 nos Estados Unidos:
- Japão (Notificação JMHLW 214, 2018): graus semelhantes com um esquema de codificação diferente para os tipos NR / R e S / L. Escrito com um prefixo de duas letras D / R e S / L que mapeia para NR / R e S / L respectivamente. O requisito de vazamento não está presente.[15]
- Taiwan (CNS 14755): classes D1 / D2 / D3 para eficiência 80/95/99. Não há requisitos para vazamento interno.